# Sichuan-Rötelmaus
Die Sichuan-Rötelmaus oder Sichuan-Rotrücken-Wühlmaus (Eothenomys chinensis) ist eine Nagetierart aus der Unterfamilie der Wühlmäuse (Arvicolinae). Sie kommt im zentralen China und ist nur vom Emei Shan in Sichuan dokumentiert.

## Merkmale
Die Sichuan-Rötelmaus ist eine vergleichsweise große Art der Gattung und erreicht eine Kopf-Rumpf-Länge von 10,1 bis 12,5 Zentimetern mit einem Schwanz von 6,3 bis 7,6 Zentimetern Länge. Die Hinterfußlänge beträgt 19 bis 24 Millimeter und die Ohrlänge 12 bis 15 Millimeter. Das Rückenfell ist  graubraun und das Bauchfell schiefergrau mit einer charakteristischen rosa-sandfarbenen Einwaschung im mittleren Bereich des Abdomens. Der Schwanz ist mehr als halb so lang wie die Kopf-Rumpf-Länge und damit im Verhältnis länger als bei allen anderen Arten der Gattung. Er ist oberseits dunkelbraun und unterseits etwas heller. Die Oberseiten der Füße sind graubraun.

## Verbreitung
Die Sichuan-Rötelmaus kommt im zentralen China vor und ist nur vom Emei Shan und Leshan in Sichuan dokumentiert. Nachgewiesen ist die Art beiderseits des Dadu He.

## Lebensweise
Über die Lebensweise der Art liegen kaum Angaben vor. Sie lebt in Waldgebieten und Wiesen in Höhenlagen von 1500 bis 3000 Metern. Die Fortpflanzungszeit reicht vom Frühsommer bis in den späten Herbst.
Die Tiere kommen allopatrisch zur Südwestchinesischen Rötelmaus (Eothenomys custos), der Yulungshan-Rötelmaus (Eothenomys proditor) und der Ward-Rötelmaus (Eothenomys wardi) vor.

## Systematik
Die Sichuan-Rötelmaus wird als eigenständige Art innerhalb der Gattung Eothenomys eingeordnet, die aus acht Arten besteht. Die wissenschaftliche Erstbeschreibung stammt vom britischen Zoologen Oldfield Thomas, der die Art 1891 anhand von Individuen aus der Region um Leshan am Emei Shan beschrieb. Die Art wurde als Typus der eigenen Gattung Anteliomys gewählt, ist heute jedoch wieder eigenständige Art im Eothenomys-chinensis-Artenkomplex innerhalb der Gattung Eothenomys.
Innerhalb der Art werden keine Unterarten unterschieden.

## Status, Bedrohung und Schutz
Die Sichuan-Rötelmaus wird von der International Union for Conservation of Nature and Natural Resources (IUCN) als nicht gefährdet (Least concern) eingeordnet. Obwohl das Verbreitungsgebiet weniger als 20.000 km² umfasst, wird diese Einordnung mit den angenommenen großen Beständen der Art, der Anpassungsfähigkeit an verschiedene Habitate und dem Fehlen von bestandsgefährdenden Risiken begründet.

## Belege
1. 1 2 3 4  Darrin Lunde, Andrew T. Smith: Sichuan Chinese Vole. In: Andrew T. Smith, Yan Xie: A Guide to the Mammals of China. Princeton University Press, Princeton NJ 2008, ISBN 978-0-691-09984-2, S. 223–224.
2. 1 2 3 4  Eothenomys chinensis in der Roten Liste gefährdeter Arten der IUCN 2016.2. Eingestellt von: A.T. Smith, C. Johnston, 2008. Abgerufen am 15. Oktober 2016.
3. 1 2 3 4  Eothenomys chinensis. In: Don E. Wilson, DeeAnn M. Reeder (Hrsg.): Mammal Species of the World. A taxonomic and geographic Reference. 2 Bände. 3. Auflage. Johns Hopkins University Press, Baltimore MD 2005, ISBN 0-8018-8221-4.